# Cardenal Quintero
Cardenal Quintero é um município da Venezuela localizado no estado de Mérida.
A capital do município é a cidade de Santo Domingo.